# ماریا ازاوا
ماریا ازاوا (انگلیسی: Maria Ozawa؛ زاده ۸ ژانویهٔ ۱۹۸۶) یک بازیگر پورنوگرافی اهل ژاپن است.